# Dina Belenkaya
Dina Belenkaya (hebräisch דינה בלנקיה; geboren am 22. Dezember 1993 als Дина Вадимовна Беленькая Dina Wadimowna Belenkaja in St. Petersburg, Russland) ist eine israelisch-russische Schachspielerin und Streamerin auf Twitch und YouTube. Sie hält den Titel einer Großmeisterin der Frauen (WGM) im Schachspiel.

## Privates
Dina Belenkaya wurde in St. Petersburg als Tochter einer Schachlehrerin geboren, über die sie zum Schachspiel kam. Das Schachspielen erlernte sie im Alter von drei Jahren, mit fünf nahm sie an ersten Wettbewerben teil. Sie ist jüdischen Glaubens. 2018 erwarb sie einen Masterabschluss der Polytechnischen Peter-der-Große-Universität Sankt Petersburg in angewandter Linguistik.

## Schachkarriere

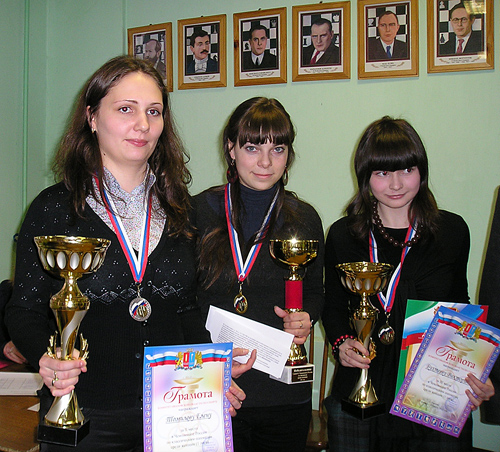
Dina Belenkaya (Mitte) beim Sieg in der I. Liga (2011)

Ihre erste Elo-Zahl erhielt sie als 13-Jährige im April 2007 nach der Teilnahme an den Petrograd Side Open im Winter zuvor. In der Folge nahm sie in Russland an weiteren Turnieren teil. 2010 erhielt sie den Titel der Frauen-FIDE-Meisterin (WFM). 2011 gewann sie gegen teilweise höher bewertete Spielerinnen wie die Großmeisterin Darja Wjatscheslawowna Tscharotschkina die I. Liga der 61. Russischen Frauenmeisterschaft. Damit war sie die letzte Siegerin dieses Turniers, danach wurde es nicht mehr ausgetragen. Bei den russischen U-21-Schachmeisterschaften 2013 errang sie die Bronzemedaille. Im selben Jahr nahm sie erstmals an der Schacheuropameisterschaft teil und beendete das Turnier mit 5/11 Punkten, konnte aber unter anderem in der Eröffnungspartie Elisabeth Pähtz besiegen. Im August 2014 konnte Belenkaya nach zwei Turnieren, erneut der Schacheuropameisterschaft und der 29. Open International d'Echecs d'Avoine in Frankreich, ihr Rating erstmals auf über 2300 Punkte steigern. Bei letzterem Turnier wurde sie mit 7/9 Punkte hinter Maxime Lagarde und Alon Greenfeld Dritte. Hier erwarb sie auch ihre erste WGM- und IM-Norm.
2015 gewann Belenkaya mit 7½/9 Punkten zum ersten Mal die St. Petersburg Women's Championship und erreichte in der zweiten Jahreshälfte ihr bis dato höchste Elo-Wertung von 2352 Punkten. Beim Festival International de Condom wiederum in Frankreich erreichte sie ihre zweite  WGM- und IM-Norm. Im selben Jahr belegte sie mit dem St. Petersburger Team SDYUSSHOR SHSH den zweiten Platz in der russischen Mannschaftsmeisterschaft, wenngleich ihre individuelle Leistung mit 3/7 Punkte nicht gut war. Auch beim European Club Cup trat sie 2015 für diesen Verein an und belegte mit diesem den siebten Platz. Seit 2015 spiel Belenkaya auch in der Schachbundesliga, zunächst für SF 1891 Friedberg und nach dessen Auflösung für den SC Bad Königshofen. Im folgenden Jahr konnte mit St. Petersburg erneut die Silbermedaille erlangt werden. Ebenfalls 2016 wurde ihr der Titel Großmeister der Frauen (WGM) verliehen, nachdem sie wiederum in Condom die erforderliche dritte Norm erreicht hatte. Bei der Moskau Open B, dem Turnier für die Frauen, belegte sie 2017 unter anderem hinter Alina Anatoljewna Kaschlinskaja den dritten Platz. 2017 und 2018 belegte sie mit ihrem Verein in der russischen Meisterschaft jeweils den dritten Platz. Im Frühjahr 2018 konnte sie den damals mit 2643 bewerten englischen Großmeister Luke McShane bei den Bunratty Masters in Irland besiegen; McShane war damit der höchstbewerte Gegner, den Belenkaya bis dato in einer klassischen Partie besiegen konnte. Außerdem gewann Belenkaya die St. Petersburg Women's Championship ein zweites Mal und steigerte ihr Rating durch Siege in der serbischen Liga um 42 Punkte. Dem nachfolgend erreichte sie in Februar 2019 mit 2364 ihre bis heute höchste Elo-Wertung. Bei den Schacheuropameisterschaften 2019 in Antalya erreichte sie mit 7/11 Punkte und Siegen unter anderem über Sophie Milliet und Natalija Buksa den 22. Platz. 2020 und 2021 gewann Belenkaya abermals die St. Petersburg Women's Championship. Daneben war sie auch in der Schachbundesliga erfolgreich: Mit dem SC Bad Königshofen wurde Belenkaya 2018/19 und 2019/21 deutsche Meisterin. Insbesondere 2018/19 konnte Belenkaya mit exzellenten 8½/9 Punkte maßgeblich zum Gewinn der Meisterschaft beitragen; einzig gegen Karina Lwowna Ambarzumowa konnte sie hier nicht gewinnen.
2022 wechselte Belenkaya vom russischen in den israelischen Schachverband und tritt international seitdem unter israelischer Flagge auf. Noch im gleichen Jahr war sie Teil der israelischen Frauen-Mannschaft bei der Schacholympiade.

## Streaming
Im April 2020 begann Belenkaya auf Einladung von Alexandra Botez, befördert durch die Einschränkungen durch die COVID-19-Pandemie im Turnierbetrieb, mit dem Streaming auf der Plattform Twitch. Etwa zur selben Zeit baute sie ihre Präsenz auf YouTube aus und lud dort Videos zunächst ihrer Spiele hoch. Daneben fungierte sie als Kommentatorin von sowohl over the board als auch online ausgetragenen Partien. Beim Schach-Weltpokal 2021 war sie gemeinsam mit Alexander Alexandrowitsch Schimanow offizielle FIDE-Kommentatorin. Für chess.com, mit denen Belenkaya einen Exklusivvertrag unterschrieben hat, kommentiert sie zudem zahlreiche der Online-Events, wie beispielsweise regelmäßig im Titled Tuesday. 2022 trat sie bei der Mogul Chessboxing Championship auch im Schachboxen auf und besiegte hier Andrea Botez.
Stand Mai 2025 weist Belenkayas Kanal auf YouTube über 538.000 Abonnenten auf; ihre Videos verzeichnen kumuliert mehr als 474 Millionen Aufrufe. Auf Twitch hat sie fast 95.000 Follower.